# 맨티스

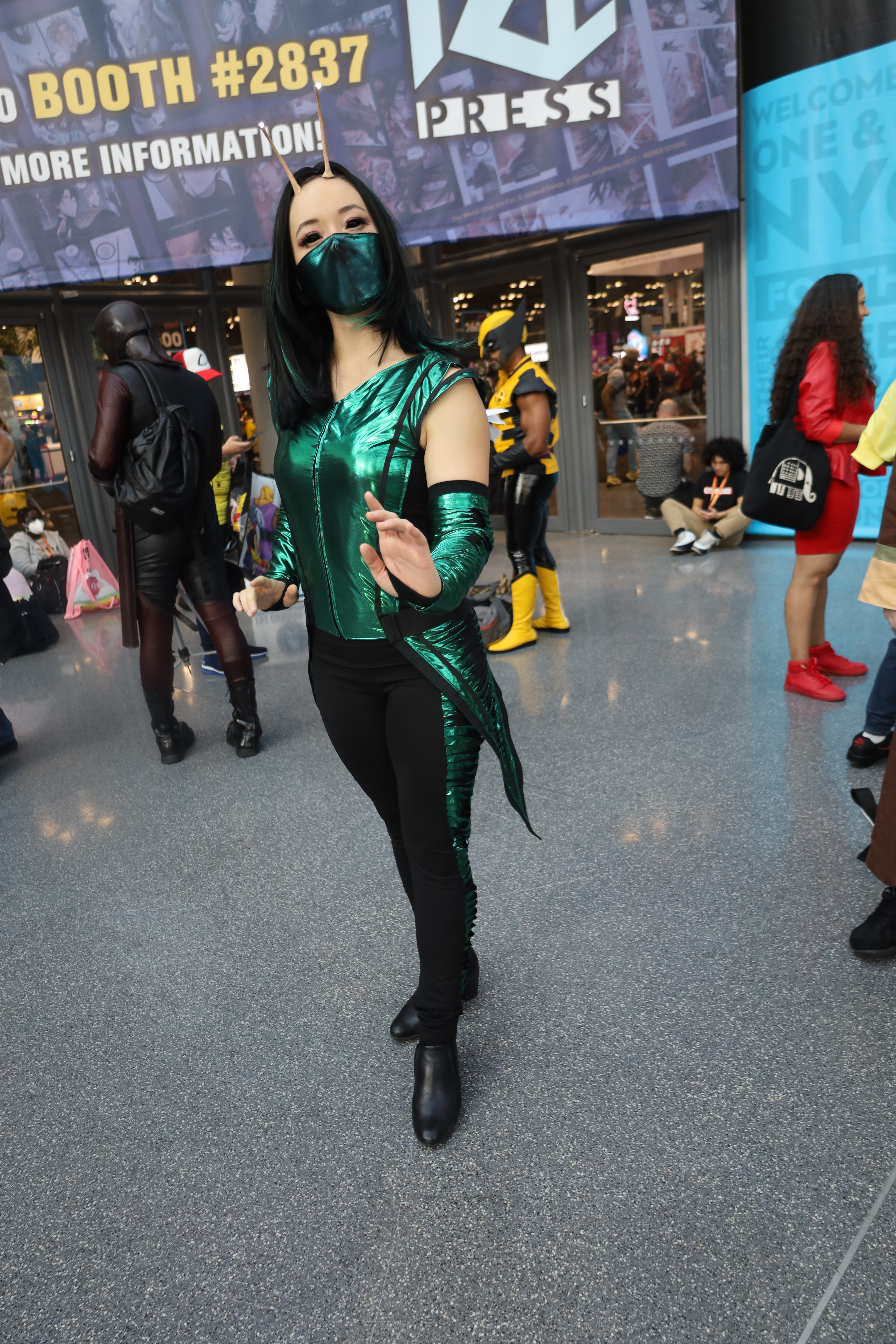
코스프레 모습

맨티스(영어: Mantis)는 마블 코믹스의 슈퍼히어로 캐릭터이다. 어벤저스와 가디언즈 오브 갤럭시의 멤버이며, 식물을 조종할 수 있다. 어릴 적 독일인 구스타프 브란트와 베트남인의 혼혈로서 베트남 후에에서 성장해, 크리 식물과 만났다. 1973년 6월 《어벤저스》 112호에 처음 등장했고, 스티브 엥글하트와 돈 헥이 공동 창작하였다.

## 담당 배우

### 영화
- 가디언즈 오브 갤럭시 2(2017) - 폼 클레멘티프
  - 어벤져스: 인피니티 워(2018) - 폼 클레멘티프
  - 어벤져스: 엔드게임(2019) - 폼 클레멘티프

## 담당 성우

### TV 애니메이션
- 가디언즈 오브 갤럭시(2015) - 제니퍼 헤일

### 비디오 게임
- 레고 마블 어벤저스(2016) - 앨리 힐리스